# Meleoma poolei
Meleoma poolei är en insektsart som beskrevs av Adams 1969. Meleoma poolei ingår i släktet Meleoma och familjen guldögonsländor. Inga underarter finns listade i Catalogue of Life.